# Vandiemenella viatica
Vandiemenella viatica is een rechtvleugelig insect uit de familie Morabidae. De wetenschappelijke naam van deze soort is voor het eerst geldig gepubliceerd in 1842 door Erichson.